# 逆行衛星
逆行衛星（ぎゃっこうえいせい、英: retrograde satellite）とは、逆行軌道にある衛星のこと。逆行軌道には、「惑星の黄道の北極方向から見て時計回りに公転する軌道」または「惑星の自転と逆向きに公転する軌道」という2つの考え方がある。木星、土星、海王星では、この2つの考え方に大きな差異はないが、公転とは逆向きに自転している天王星と冥王星では異なる意味を持つ。

## 太陽系の逆行衛星
太陽系では、木星のアナンケ群、カルメ群、パシファエ群、土星の北欧群、海王星のトリトンなどが惑星の自転と逆向きに公転する逆行衛星である。トリトン以外は、中心天体となる惑星から離れた軌道を公転している。

### 木星
アナンケ群、カルメ群、パシファエ群に属する木星の逆行衛星群は、木星に捕獲された小惑星が衝突で破壊されたものと考えられている。パシファエ群に属するシノーペは軌道要素や表面の分光スペクトルがやや異なるため、他のパシファエ群の衛星とは起源が異なる可能性がある。

### 土星
土星の82個の衛星のうち58個が不規則衛星であり、そのうち北欧群及びそのサブグループのスカジ群、ナルビ群に属する46個の衛星が土星に対して逆行している。これらの中で最大のフェーベは、エッジワース・カイパーベルトに起源を持つケンタウルス族の小天体が土星に捕獲されたものであると考えられている。

### 天王星
天王星の赤道傾斜角は約98度、つまり黄道面に対しほぼ横倒しに倒れて逆行自転している。5大衛星とその内側を周る衛星は全て天王星の自転方向に順行しており、軌道傾斜角も天王星の赤道面に対して0 - 4度しか傾いていないため、これら18の衛星は黄道面に対して全て逆行している。5大衛星より外側の軌道を持つ9つの不規則衛星は、マーガレット以外の8つが天王星の公転方向に対して逆行している。これらの不規則衛星は、天王星の形成直後に捕獲されたものと推測されている。

### 海王星
トリトンは太陽系最大の逆行衛星で、海王星に捕獲された太陽系外縁天体と考えられており、海王星との潮汐効果により数億年後には海王星のロシュ限界内に入って破壊されるものと予想されている。ネレイドより外の5つの不規則衛星は、海王星の形成後に捕獲されたものと考えられており、そのうちハリメデ、プサマテ、ネソは逆行衛星である。

### 冥王星
冥王星は約120度傾いた赤道傾斜角を持っており、公転方向と逆向きに自転している。既知の5つの衛星の軌道はほぼ冥王星の赤道面上にあり、全て自転方向に順行しているため、公転方向に対しては逆行していることとなる。